# تونينيو سيريسو
تونينيو سيريسو (بالبرتغالية: Toninho Cerezo) (مواليد 21 أبريل 1955) هو لاعب كرة قدم. يلعب مع منتخب البرازيل لكرة القدم. سبق له أن لعب في كأس العالم لكرة القدم مع منتخب بلاده.

## روابط خارجية
- تونينيو سيريسو على موقع الاتحاد الدولي (مؤرشف)  (الإنجليزية)
- تونينيو سيريسو على موقع الاتحاد الأوربي (الإنجليزية)
- تونينيو سيريسو على موقع قاعدة بيانات كرة القدم.إي يو (الإنجليزية)
- تونينيو سيريسو على موقع ناشيونال فوتبول تيمز (الإنجليزية)
- تونينيو سيريسو على موقع Soccerway.com (الإنجليزية)
- تونينيو سيريسو على موقع عالم كرة القدم.نت (الإنجليزية)
- تونينيو سيريسو على موقع كووورة